# Johannes Steuchius

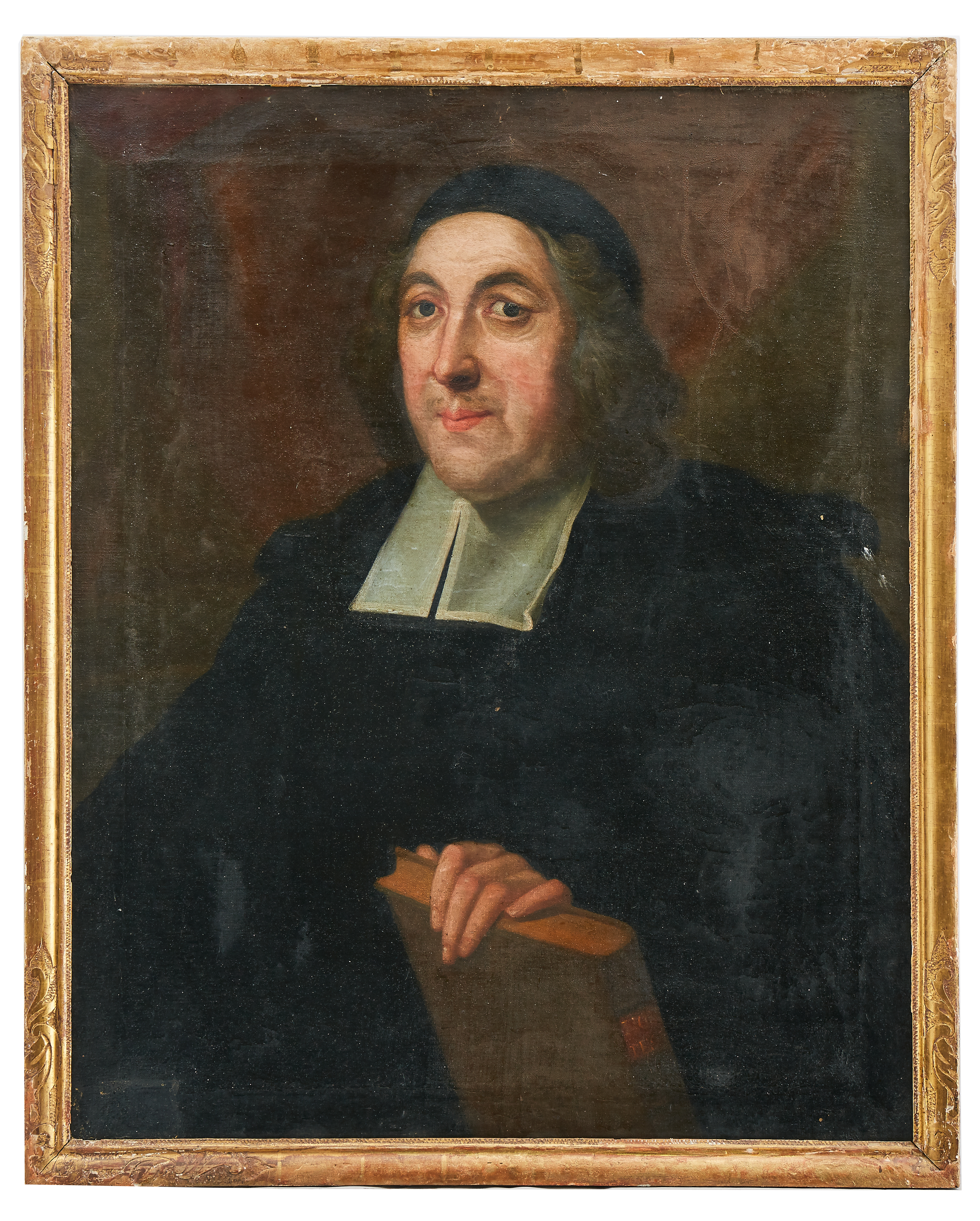
Johannes Steuchius, 1720

Johannes Steuchius, auch Jöns Steuchius (* 3. Januar 1676 in Härnösand; † 21. Juli 1742 in Uppsala) war ein schwedischer lutherischer Theologe, zuletzt von 1730 bis zu seinem Tod Erzbischof von Uppsala.

## Leben
Steuchius, Sohn des Theologen und späteren Erzbischofs Mattias Steuchius, studierte Evangelische Theologie an den Universitäten Uppsala und Lund. 1698 bis 1701 unternahm er eine Studienreise nach Deutschland, Frankreich, England und Holland. In Deutschland schrieb er sich im November 1698 zum Studium an der Universität Rostock ein. Nach der Rückkehr erhielt er eine Dozentur für Philosophie in Uppsala, wurde aber schon 1702 Bibliothekar und außerordentlicher Professor in Lund. 1707 wurde er auf eine ordentliche Professur für Logik und Metaphysik befördert. Nach der Ordination 1709 kehrte er Anfang 1710 als Professor (zuerst für Morallehre, bald aber wieder für Logik und Metaphysik) an die Universität Uppsala zurück. Seine Stellung war bald unangefochten, als 1711 sein Schwiegervater Haquin Spegel und nach dessen Tod 1714 sein Vater das Amt des Erzbischofs von Uppsala übernahmen. 1713 und 1720 amtierte er als Rektor der Universität Uppsala.
1723 wurde Steuchius zum Superintendenten von Karlstad ernannt. Ab 1726 war er Mitglied des Pfarrerstandes im schwedischen Reichstag. 1730 wurde er zum Bischof von Linköping ernannt, trat sein Amt aber nicht an, weil er im selben Jahr als Nachfolger seines Vaters zum Erzbischof von Uppsala ernannt wurde. Er amtierte bis zu seinem Tod als höchster Würdenträger der Schwedischen Kirche und war Sprecher des Pfarrerstandes bei den Reichstagen 1731, 1734 und 1738/39.